# Graz Black Widows 2011
Questa voce raccoglie le informazioni riguardanti le Graz Black Widows nelle competizioni ufficiali della stagione 2011.

## Austrian Football Division Ladies 2011

### Stagione regolare
| 7 maggio 2011 2ª giornata | Vienna Vikings Ladies | 46 – 0 | Graz Black Widows |  |

| 22 maggio 2011 3ª giornata | Graz Black Widows | 6 – 34 (0-7 6-7 0-6 0-14) | Vienna Vikings Ladies |  |

| 5 giugno 2011 4ª giornata | Graz Black Widows | 0 – 25 (0-0 0-12 0-13 0-0) | Budapest Wolves Ladies |  |

| 19 giugno 2011 6ª giornata | Budapest Wolves Ladies | 28 – 6 | Graz Black Widows |  |

## Statistiche di squadra
| Competizione      | %Vittorie | In casa | In casa | In casa | In casa | In casa | In casa | In trasferta | In trasferta | In trasferta | In trasferta | In trasferta | In trasferta | Totale | Totale | Totale | Totale | Totale | Totale |
| Competizione      | %Vittorie | G       | V       | N       | P       | Pf      | Ps      | G            | V            | N            | P            | Pf           | Ps           | G      | V      | N      | P      | Pf     | Ps     |
| ----------------- | --------- | ------- | ------- | ------- | ------- | ------- | ------- | ------------ | ------------ | ------------ | ------------ | ------------ | ------------ | ------ | ------ | ------ | ------ | ------ | ------ |
| Stagione regolare | .000      | 2       | 0       | 0       | 2       | 6       | 59      | 2            | 0            | 0            | 2            | 6            | 74           | 4      | 0      | 0      | 4      | 12     | 133    |
| Totale            | .000      | 2       | 0       | 0       | 2       | 6       | 59      | 2            | 0            | 0            | 2            | 6            | 74           | 4      | 0      | 0      | 4      | 12     | 133    |